# Doctor Moisés S. Bertoni
Doctor Moisés S. Bertoni è un distretto del Paraguay, situato nel dipartimento di Caazapá, a circa 260 km dalla capitale del paese, Asunción.

## Origine del nome
Conosciuta un tempo come Guavirá, poi come Estación Sosa, la località fu ribattezzata con il suo attuale nome nel 1931 in onore al botanico svizzero Mosè Giacomo Bertoni. Con la legge n. 266 del 23 giugno 1955 la località ha assunto il rango di distretto.

## Popolazione
Al censimento del 2002 Doctor Moisés S. Bertoni contava una popolazione urbana di 330 abitanti (4.616 nel distretto), secondo i dati della Dirección General de Estadística, Encuestas y Censos.